# Audun Grønvold
Audun Grønvold, född 28 februari 1976 i Hamar i Hedmark fylke, död 15 juli 2025, var en norsk skicrossåkare och alpin skidåkare. Som alpin åkare vann Grønvold två norska mästerskap i störtlopp, 2003 och 2004. På meritlistan finns också en tredjeplats i världscupstörtloppet i Sierra Nevada från säsongen 1998/1999 samt femteplatser i Val d'Isère och Kitzbühel.
Säsongen 2004/2005 övergick han till skicross. Han tog VM-brons 2005 och vann 2006/2007 världscupen. I OS 2010 tog han brons.
Den 15 juli 2025 avled Grønvold efter att ha träffats av blixten utanför sin sommarstuga.